# منتخب روسيا البيضاء لهوكي الحقل للرجال
منتخب روسيا البيضاء لهوكي الحقل للرجال (بالروسية: Мужская сборная Белоруссии по хоккею на траве)‏ هو ممثل روسيا البيضاء الرسمي في المنافسات الدولية في هوكي الحقل
.